# 乾化
乾化（けんか）は、五代の最初の王朝である後梁において、初代皇帝朱全忠及び第3代皇帝朱友貞の治世で用いられた年号。911年5月 - 913年正月及び913年2月 - 915年10月。

## 改元
913年1月、帝位を簒奪した2代皇帝朱友珪が鳳暦に改元する。しかし、同年2月、朱友珪が殺害され、3代皇帝として朱友貞が即位、元号を乾化に戻した。

## 西暦・干支との対照表
| 乾化 | 元年  | 2年   | 3年   | 4年   | 5年   |
| 西暦 | 911年 | 912年 | 913年 | 914年 | 915年 |
| 干支 | 辛未  | 壬申  | 癸酉  | 甲戌  | 乙亥  |